# ناحية الحيرة
ناحية الحيرة هي إحدى النواحي العراقية التابعة إلى محافظة النجف في منطقة الفرات الأوسط وتتبع الناحية إلى قضاء المناذرة يبلغ عدد سكانها أكثر من 37 الف نسمة.

## التسمية
تسمى ناحية الحيرة بهذا الاسم حسب موقع المدينة التاريخية المعروفة باسم الحيرة التي كانت عاصمة لمملكة المناذرة قبل الفتح الإسلامي للعراق.

## التاريخ
لمدينة الحيرة تاريخ آثري عريق وكانت معروفة منذ القدم فقد ورد ذكرها لدى الرومان والبيزنطيين ويرجح تاريخ المدينة على أنها أقدم من مملكة تدمر، وقد أهتم بها المناذرة وعمروها، وأشتهرت المدينة بالفن والصناعة. وقد عرف أهلها الغناء والعزف وأيضا صناعة الغزل والنسيج كما تتميز الحيرة بطرزها المعماري في بناء القصور.

## الموقع
تقع مدينة الحيرة في العراق وتحديدا من الناحية الجنوبية لوسط العراق، وتعتبر مدينة الحيرة من المدن التاريخية القديمة فقد كانت عاصمة لمملكة المناذرة وقاعدة لملوكهم، وما زالت أنقاض المدينة القديمة موجدة حتى الآن تقع بالقرب من مدينة النجف والكوفة، تمتد الناحية من مطار النجف الدولي إلى ناحية الحرية وتعتبر الناحية جزءا من المدينة القديمة للحيرة وهو الجزء المأهول بالسكان وتشهد المدينة حاليا نموا وتطورا كبيرا ملحوظا، وتشتهر المدينة بتمثيل معركة كربلاء سنويا تقام في المدينة في الساحة الكبير في يوم عاشوراء.

## الجغرافيا

### المساحة
تعتبر ناحية الحيرة هي الأصغر من حيث المساحة في محافظة النجف وذلك لكونها محاطة بارض زراعية وأشجار النخيل تبلغ مساحة الناحية أكثر من 80 كم2.

### الزراعة
تشتهر ناحية الحيرة بالزراعة وذلك لكونها تقع بالقرب من نهر الفرات والأنهار المتفرعة في الناحية ومن أبرز محاصيلها الحنطة والرز والشعير والتمر وغيرها من المحاصيل.